# آدم بكنغهام
آدم بكنغهام (بالإنجليزية: Adam Buckingham)‏ هو لاعب جمباز بهلوانية ‏ بريطاني، ولد في 29 يوليو 1988.

## وصلات خارجية
- آدم بكنغهام على موقع الاتحاد الدولي للجمباز (licence) (الإنجليزية)
- آدم بكنغهام على موقع الاتحاد الدولي للجمباز (biography) (الإنجليزية)